# Беренгар Турский
Беренга́р Ту́рский, Беренга́рий Ту́рский (лат. Berengarius Turonensis; 998, Тур — 6 января 1088, Ла-Риш) — французский философ-схоласт, теолог, ученик Фульберта Шартрского, представитель основанной тем Шартрской философской школы и номиналист.

## Биография
Родился предположительно в Туре около 999 года. После 1029 года, в итоге возвращения в Тур со смертью Фульберта Шартрского — каноник кафедрального собора в Туре и глава школы Св. Мартина. Около 1040 года рукоположён в архидиаконы церкви Св. Маврикия в Анжере.
Учение Беренгара Турского явилось наиболее ранним проявлением номинализма. Он защищал человеческий разум, доходил до откровенных насмешек над церковью. Главное сочинение Беренгара — «О святой трапезе» (1049). Он выступал против учения о реальном присутствии Христа в таинстве причащения, которое трактовал символически. Учение Беренгара было отвергнуто церковью на Римском и Верчелльском соборах 1050 года. От толкований Священного Писания он требовал точности, и на Римском соборе 1079 года он участвовал в диспуте с Бруно Астийским и Альберихом из Монтекассино, главной темой которого было учение о пресуществлении. Полемическая позиция Беренгара вызвала негодование в церковных кругах и было осуждена церковью как еретическая. Беренгар отрёкся от своих воззрений и был оставлен под церковным надзором.
Беренгар Турский скончался 6 января 1088 года в городе Ла-Риш.

## Источник
- Фокин А. Р. Беренгарий Турский // Православная энциклопедия. — М., 2002. — Т. IV : Афанасий — Бессмертие. — С. 652-655. — 752 с. — 39 000 экз. — ISBN 5-89572-009-9.